# مجلس ضربت زدن
مَجلس ضَربت زدن نمایشنامه‌ای است از بهرام بیضایی، کارِ سالِ ۱۳۷۹.

## داستان
نمایشنامه در دَه صحنه گروهی را نشان می‌دهد که می‌خواهند نمایشی دربارهٔ علی بن ابی‌طالب بر صحنه برند.

## متن
سالِ ۱۳۷۹ بیضایی مَجلس ضَربت زدن را به سفارشِ اکبر تشکّری‌نیا (رئیسِ تئاترِ حوزهٔ هنریِ سازمانِ تبلیغاتِ اسلامی و نیز تالارِ وحدت) با نگاهی به شخصیتِ علی بن ابی‌طالب نوشت. نمایشنامه در بهمنِ سالِ ۱۳۸۱ به وسیلهٔ انتشاراتِ روشنگران و مطالعات زنان منتشر شد.

## نمایش
بیضایی این نمایشنامه را به نمایش درنیاورده است.
محمّد رحمانیان سالِ ۱۳۹۵ این نمایشنامه را با اجازه از نویسنده بی کم‌وکاست (فقط با این تغییر که نویسنده در این نمایش زن بود، با بازیِ مهتاب نصیرپور، در حالی که در نمایشنامه مرد است − و این هم با اجازهٔ بیضایی و از آنجا که بازیِ علی عمرانی در این نقش در این زمان مقدور نشد) در سالنِ اصلیِ تئاترِ شهرِ تهران به نمایش درآورد. هم‌او در سالِ ۱۳۹۳ نمایشنامه‌خوانیِ مَجلس ضَربت زدن را در همین تالار کارگردانی کرده بود.

## به زبان‌های دیگر
گیورگی لوبژانیدزه این نمایشنامه را به زبانِ گرجی درآورده و در مجموعه‌ای با چند نمایشنامهٔ ایرانیِ دیگر منتشر کرده است.